# ExpressVPN
ExpressVPN — коммерческий, платный сервис по поставке услуг виртуальной частной сети (VPN), распространяемый компанией Express Technologies Ltd и зарегистрированный на Британских Виргинских островах. Разработчики сервиса позиционируют его как инструмент обеспечения конфиденциальности и безопасности, который шифрует веб-трафик пользователей и маскирует их IP-адреса. В мае 2023 года сообщалось, что сервисом пользуются 49 миллионов пользователей.
По состоянию на май 2023 года ExpressVPN принадлежит Kape Technologies, рекламной платформе, базирующейся в Великобритании. Kape также владеет иными VPN-сервисами и инструментами кибербезопасности, включая CyberGhost, Private Internet Access и ZenMate.

## История
Материнская компания ExpressVPN, Express VPN International Ltd, была основана в 2009 году Питером Бурхардтом и Дэном Померанцем, двумя серийными предпринимателями и выпускниками Уортонской школы.
25 января 2016 года ExpressVPN объявил, что в скором времени выпустит обновлённый центр сертификации. В декабре того же года ExpressVPN выпустила на GitHub инструменты для тестирования на утечку данных с открытым исходным кодом.
В июле 2017 года в открытом письме ExpressVPN объявил, что Apple удалила все VPN-приложения из своего App Store в Китае, после чего, это известие было подхвачено The New York Times и другими изданиями. В ответ на вопросы сенаторов США Apple заявила, что в 2017 году по запросу китайского правительства удалила 674 VPN-приложения из китайского App Store. В декабре того же года ExpressVPN оказался в центре внимания в связи с расследованием убийства посла России в Турции Андрея Карлова. Турецкие следователи захватили сервер ExpressVPN, который, по их словам, использовался для удаления соответствующей информации из аккаунтов убийцы в Gmail и Facebook. Турецкие власти не смогли найти какие-либо журналы, которые помогли бы их расследованию, что, по словам компании, подтвердило её заявление о том, что она не хранила журналы активности пользователей или подключений, добавив: «Хотя, к сожалению, инструменты безопасности, такие как VPN, могут использоваться в незаконных целях, они имеют решающее значение для нашей безопасности и сохранения нашего права на неприкосновенность частной жизни в интернете. ExpressVPN категорически против любых попыток установить бэкдоры или попыток правительства каким-либо иным образом подорвать деятельность подобных технологий».
В декабре 2019 года ExpressVPN стал одним из основателей VPN Trust Initiative, группы защиты интересов потребителей в интернете.
В мае 2020 года компания выпустила новый протокол, разработанный для ExpressVPN, под названием Lightway, предназначенный для повышения скорости подключения и снижения энергопотребления. В октябре основатель Йельской лаборатории конфиденциальности Шон О’Брайен присоединился к лаборатории цифровой безопасности ExpressVPN для проведения оригинальных исследований в области конфиденциальности и кибербезопасности.
13 сентября 2021 года стало известно, что ExpressVPN была приобретена Kape Technologies, зарегистрированной на Лондонской фондовой бирже компанией в области цифровой конфиденциальности и безопасности, которая управляет тремя другими VPN-сервисами: Private Internet Access, CyberGhost и ZenMate, производит антивирусное программное обеспечение Intego, а также обладает иными инструментами кибербезопасности. Это вызвало опасения пользователей, связанные с тем, что Crossrider, предшественник Kape Technologies, создавал инструменты, которые использовались для рекламного ПО. Сообщается, что на момент приобретения у ExpressVPN было более 3 миллионов пользователей. В сентябре 2021 года ExpressVPN объявил, что останется отдельным поставщиком услуг от остальных брендов Kape. 14 сентября Министерство юстиции США опубликовало заявление о том, что IT-директор ExpressVPN Дэниел Герике до прихода в компанию помогал ОАЭ взламывать компьютеры, в том числе компьютеры активистов, не имея действующей экспортной лицензии правительства США. В обмен на соглашение об отсрочке судебного преследования он согласился заплатить штраф в размере 335 тыс. долларов, а его допуск к секретным материалам был аннулирован.
28 апреля 2022 года Индийская группа реагирования на компьютерные чрезвычайные ситуации при Министерстве электроники и информационных технологий издала новую директиву, в которой VPN-провайдерам предлагается собирать и хранить пользовательские данные на срок до пяти лет. В ответ на новые правила для VPN, которые требуют, чтобы частные сетевые провайдеры хранили информацию о пользователях, ExpressVPN объявила, что перенесёт свои серверы из Индии в Сингапур и Великобританию. 2 июня того же года ExpressVPN официально объявила: «Отклоняя запросы данных, ExpressVPN убирает VPN-серверы из Индии».

## Технология
ExpressVPN выпустила приложения для Windows, macOS, iOS, Android, Linux и маршрутизаторов. Приложения используют 4096-битный центр сертификации, шифрование AES-256-CBC и TLSv1.2 для защиты пользовательского трафика. Доступные протоколы VPN включают Lightway, OpenVPN (с TCP/UDP), SSTP, L2TP/IPsec и PPTP.
Программное обеспечение также включает функцию Smart DNS под названием MediaStreamer, позволяющую добавлять возможности VPN к устройствам, которые их не поддерживают, а также приложение для маршрутизатора, дающее возможность настроить VPN на устройстве в обход неподдерживаемых устройств, таких как игровые консоли.
ExpressVPN зарегистрирована на Британских Виргинских островах, самоуправляемой территории Великобритании, которая обеспечивает конфиденциальность и не имеет законов о хранении данных.
Материнская компания ExpressVPN также разрабатывает инструменты для тестирования на утечку данных, которые позволяют пользователям определить, пропускает ли их провайдер VPN сетевой трафик, DNS или настоящие IP-адреса при подключении к VPN, например, при переключении с беспроводного на проводное подключение к интернету.

### Серверы
По состоянию на май 2023 года сеть из 3000 серверов ExpressVPN охватывала 160 локаций VPN-серверов в 94 странах. В апреле 2022 года ExpressVPN объявила, что все их VPN-серверы работают исключительно в энергозависимой памяти (ОЗУ), а не на жёстких дисках. Это первый пример такой настройки безопасности сервера в индустрии VPN, называющийся TrustedServer.

### Протокол Lightway
Lightway — это VPN-протокол ExpressVPN с открытым исходным кодом. Он похож на протокол WireGuard, но использует шифрование wolfSSL для повышения скорости встроенных устройств, таких как маршрутизаторы и смартфоны. Он не запускается в ядре операционной системы, но легко поддерживает аудит. Сообщается, что он в два раза быстрее, чем OpenVPN, а также поддерживает TCP и UDP.

### Функция Network Lock
Функция сетевой блокировки Network Lock будет обеспечивать безопасность данных, блокируя весь трафик в случае разрыва соединения с VPN-сервером. Это гарантирует, что каждый пакет данных останется зашифрованным и безопасным, а реальный IP-адрес будет скрыт.

## Оценки
В 2015 году TorrentFreak включил ExpressVPN в своё ежегодное сравнение лучших провайдеров VPN.
14 января 2016 года бывший инженер по информационной безопасности Google Марк Беванд раскритиковал ExpressVPN за использование слабого шифрования. Беванд обнаружил, что для шифрования соединений сервиса был использован лишь 1024-битный ключ RSA. Он обнаружил это после того, как воспользовался ключом для проверки прочности Великого китайского файервола. Он назвал ExpressVPN «одним из трёх ведущих коммерческих VPN-провайдеров в Китае» и заявил, что китайское правительство сможет использовать ключи RSA, чтобы потенциально шпионить за пользователями. 15 февраля Беванд обновил свою критику и отметил, что компания сообщила ему о переходе на более безопасные 4096-битные ключи RSA.
В обзоре, проведённом британским редактором PCMag Максом Эдди в мае 2017 года, сервис получил 4 балла из 5. По словам критика, сервис был не самым быстрым, но он «определённо защищает ваши данные от воров и шпионов».
PC World оценил сервис на 3½ из 5 в своём обзоре за сентябрь 2017 года, похвалив его за простое в использовании программное обеспечение и критикуя за «секретность того, кто управляет компанией».
В октябре 2017 года TechRadar поставил сервису 4½ из 5 звёзд, назвав его «премиальным сервисом с хорошо продуманными клиентами, широким выбором мест и надёжной работоспособностью».
В 2018 году веб-сайт кибербезопасности Comparitech протестировал инструменты проверки на утечки данных ExpressVPN с 11 популярными VPN-сервисами и обнаружил утечки данных у всех VPN-провайдеров, за исключением ExpressVPN. Однако они пояснили: «Честно говоря, ExpressVPN создал инструменты тестирования и применил их к своему собственному VPN-приложению до публикации этой статьи, поэтому он уже устранил утечки, которые обнаружил изначально».
Сервис получил 4,5 из 5 звезд от VPNSelector в обзоре за июль 2019 года, что поставило его на первое место среди провайдеров VPN.
В 2020 году техническое издание TechRadar назвало ExpressVPN своим «выбором редакции».
В 2021 году TechRadar и CNET назвали сервис «выбором редакции».